# Rîhta, Vîșhorod
Rîhta (în ucraineană Рихта) este un sat în comuna Bohdanî din raionul Vîșhorod, regiunea Kiev, Ucraina.

## Demografie
Componența lingvistică a localității Rîhta
     Ucraineană (100%)
Conform recensământului din 2001, toată populația localității Rîhta era vorbitoare de ucraineană (100%).